# وجبة طيران كشروت

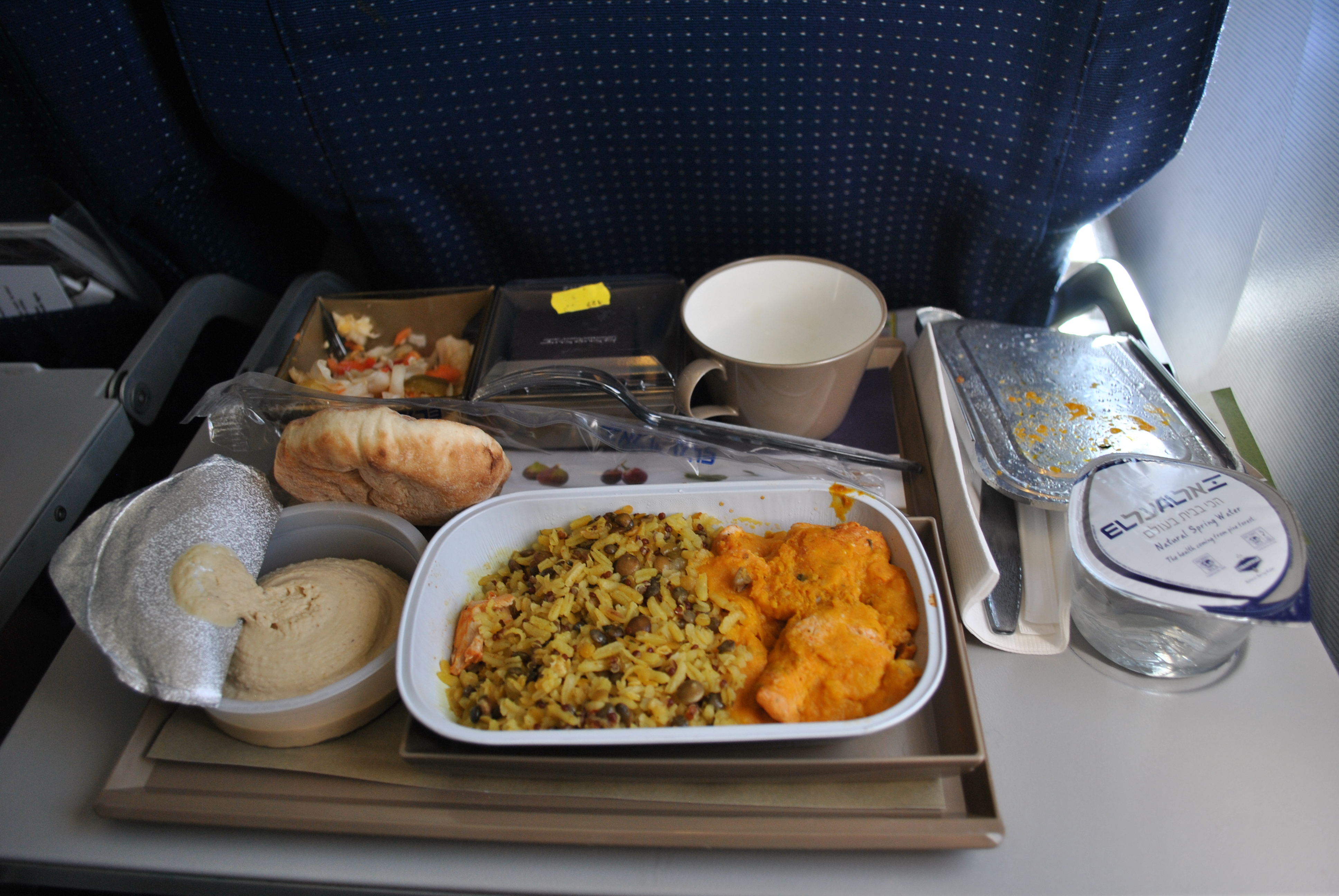
وجبة ال عال على متن الطائرة

وجبة طيران كشروت هي وجبة طيران تتوافق مع معايير الكشروت. تقدم العديد من شركات الطيران خيار وجبات الكوشر للمسافرين إذا طلبوا ذلك مسبقًا. هذه لا تحتوي فقط على طعام كشروت, ولكنها تحتوي أيضًا على ميزات أخرى لمساعدة اليهود المتدينين, مثل نسخ Tefilat HaDerech (صلاة المسافر) والصلوات التي تُتلى قبل وبعد الأكل والخبز الذي تُتلى عليه مباركة الميزونوت، وبالتالي التمكين اليهود المتدينون يأكلون الخبز دون غسل اليدين.
«موافق للشريعة اليهودية» هو أحد الخيارات العديدة للوجبات الخاصة المقدمة للمسافرين جوا. يتم تقديم الوجبات المصممة بشكل مشابه والتي يتم تعبئتها في غلاف مزدوج مع شهادة كشروت يمكن التحقق منها في مجموعة متنوعة من الإعدادات الأخرى، مثل السفن السياحية أو المستشفيات أو الأحداث التي يتم تقديمها. يسمح الغلاف المزدوج بتسخين الوجبات في فرن غير كشروت.
على شركات الطيران، تعتبر وجبات الكوشر هي الوجبة الخاصة الأكثر طلبًا. أصبحت وجبات الكوشر شائعة حتى بين الركاب غير اليهود الذين يرون أن الأطعمة الكوشر أكثر نظافة وصحة. نظرًا لأنها تكلف ما يقرب من ضعف تكلفة الوجبات القياسية، فقد تفرض شركات الطيران رسومًا أعلى عليها.

## تاريخ

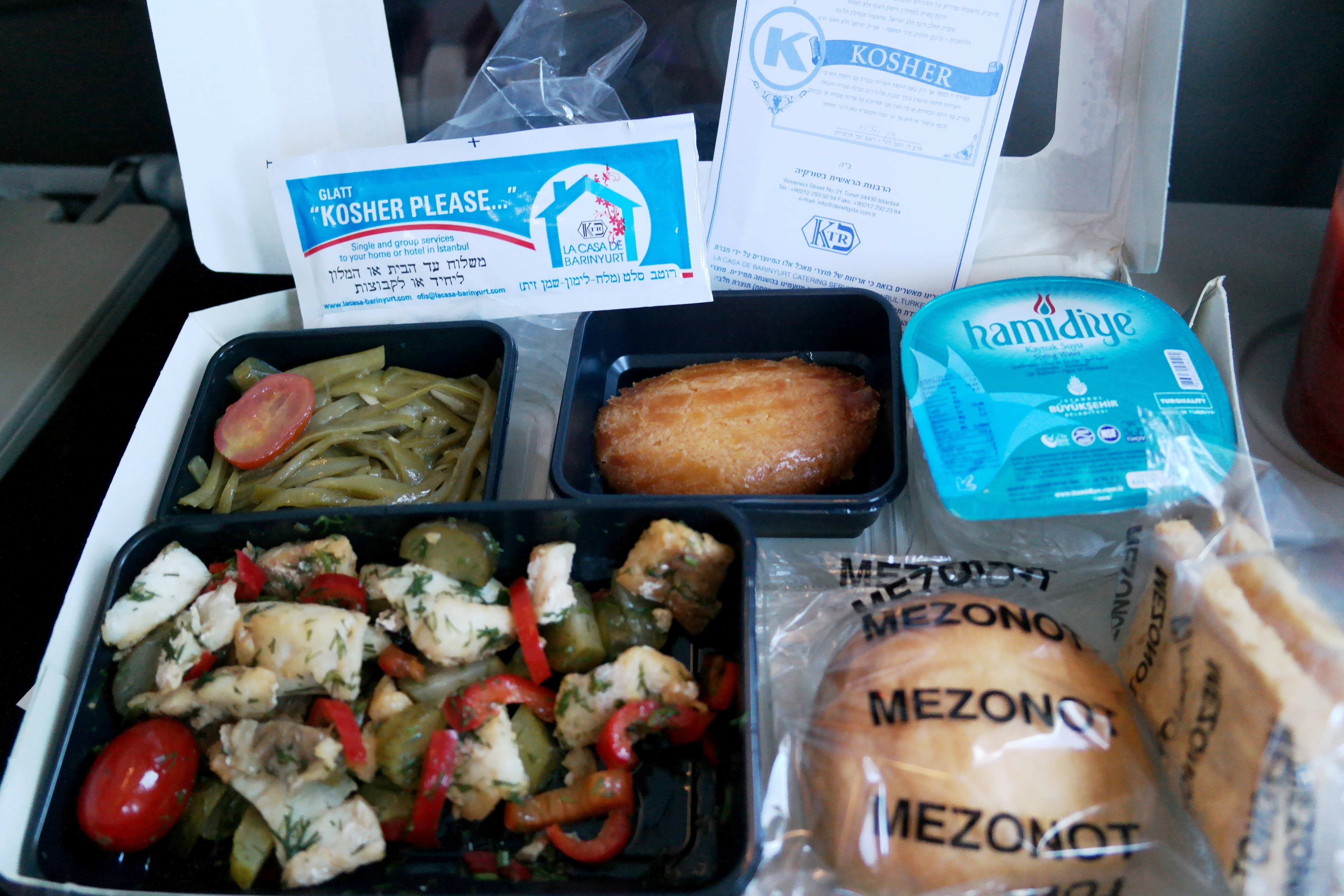
وجبة طيران كشروت للخطوط الجوية التركية مع خبز ميزونوت نموذجي

بدأت وجبات الطعام الحلال في الظهور كخيار في الستينيات للمسافرين اليهود الأرثوذكس.

## مشاكل

### كلفة

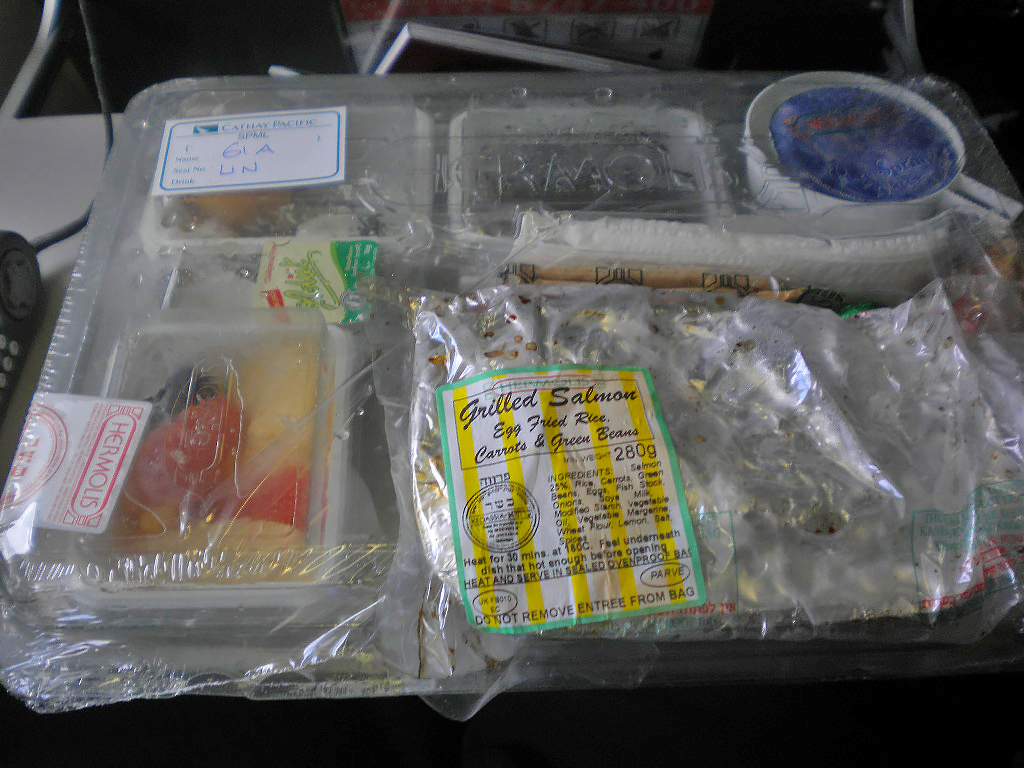
وجبة طيران كشروت مقدمة على متن رحلة طيران كاثي باسيفيك

تكلف وجبات الكوشر شركة الطيران ما يقرب من ضعف الوجبات القياسية، على الرغم من تقديمها دون أي تكلفة إضافية للمسافر. ذكرت مجلة سميثسونيان أن وجبات الكوشر على متن الطائرة هي أغلى أنواع الوجبات المقدمة من شركات الطيران.

### قضايا كشروت
في بعض الأحيان، يتم خلط منتجات الألبان واللحوم من قبل موظفي الخطوط الجوية غير مدركين لمبادئ الكشروت التي تحظر مثل هذه الخلطات, أو يتم تقديم منتجات الألبان بعد تناول وجبة اللحوم بوقت قصير.
في عيد الفصح, يتم أحيانًا تقديم الوجبات التي تحتوي على شاميتز (الخبز الذي تخمر لأكثر من 18 دقيقة) عن طريق الخطأ.